# Josef Balber

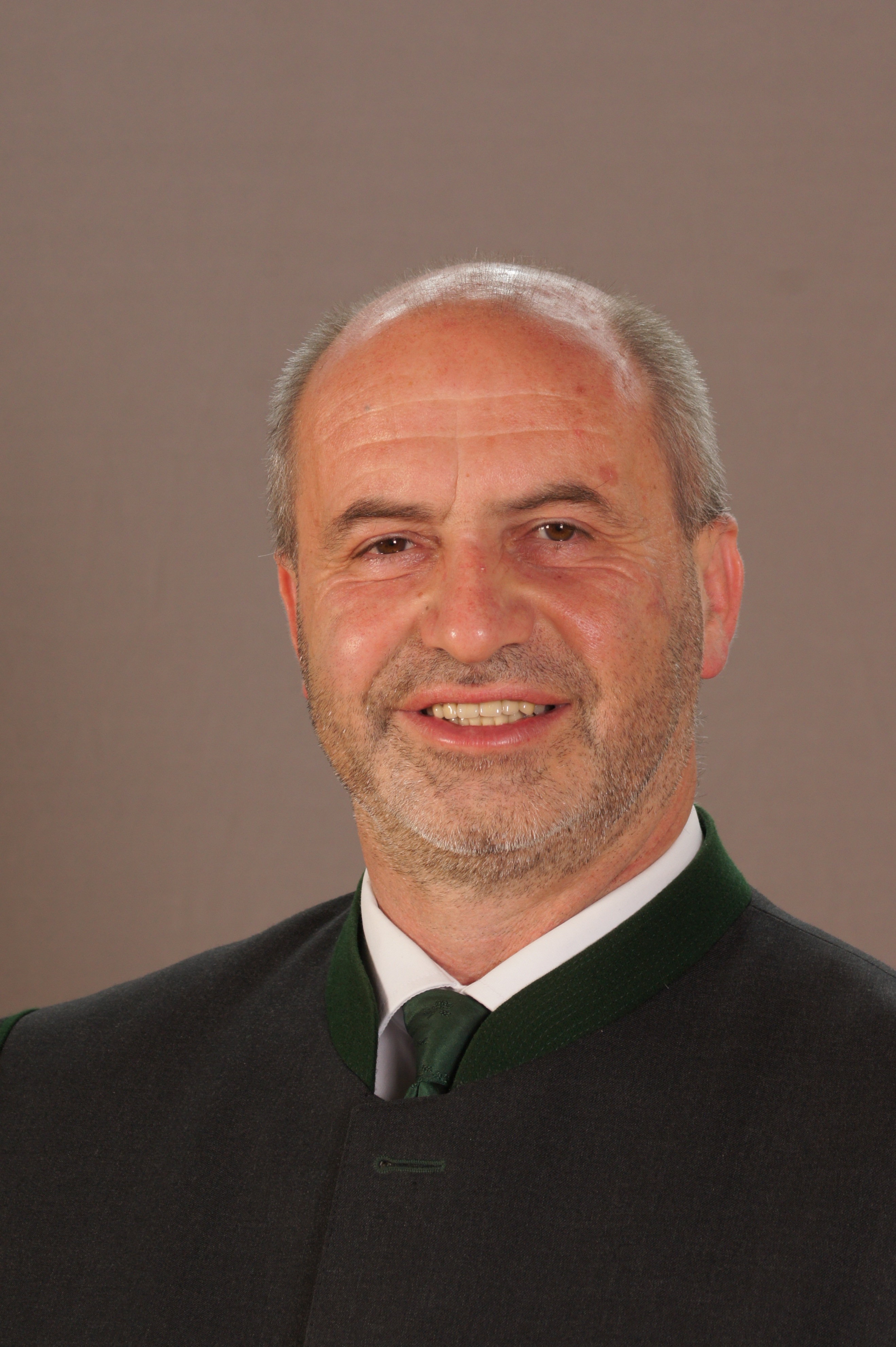
Josef Balber 2013

Josef Balber (* 11. August 1962 in Groisbach) ist ein österreichischer Landwirt und Politiker (ÖVP). Balber war von 2010 bis März 2023 Abgeordneter zum Landtag von Niederösterreich.

## Leben
Balber besuchte die Volks- und Hauptschule und absolvierte danach den Polytechnischen Lehrgang. Er bildete sich an der Landwirtschaftlichen Berufsschule Warth und der Landwirtschaftlichen Fachschule Warth weiter, wobei er seine Berufsausbildung als Landwirtschaftsmeister abschloss. Beruflich ist er seither als Landwirt in Altenmarkt an der Triesting tätig. Er wohnt in Thenneberg.
Seine politische Karriere begann Balber 1994 als Gemeinderat in Altenmarkt, wobei er im selben Jahr auch zum geschäftsführenden Gemeinderat gewählt wurde. Er übernahm 2005 das Amt des Vizebürgermeisters und wurde am 12. Dezember 2007 zum Bürgermeister von Altenmarkt gewählt. Innerparteilich ist er als Gemeindeparteiobmann der ÖVP Altenmarkt/Triesting und Bezirksbauernobmann im Bezirk Baden aktiv. Er wurde am 7. Oktober 2010 als Abgeordneter zum Landtag von Niederösterreich angelobt, wobei er Helmut Doppler nachfolgte.
Bei der am 28. Jänner stattfindenden Landtagswahl in Niederösterreich 2018 wurde Balber als Spitzenkandidat der Bauernschaft im Bezirk Baden nominiert und trat auf Platz 2 der Liste der Volkspartei an.
Im Juni 2021 wurde er unter Präsident Johannes Pressl zum Vizepräsidenten des Niederösterreichischen Gemeindebundes gewählt.
Seit 25. Juni 2020 ist er Vorstandsmitglied der Raiffeisenbank Baden. Außerdem ist er im Obmann im Abwasserverband Altenmarkt-Kaumberg und Funktionär des GAV Baden.
Bei der Landtagswahl 2023 trat er als ÖVP-Listenzweiter im Landtagswahlkreis Baden an.

## Auszeichnungen
- 2023: Goldenes Komturkreuz des Ehrenzeichens für Verdienste um das Bundesland Niederösterreich[5]